# Chronographe balistique

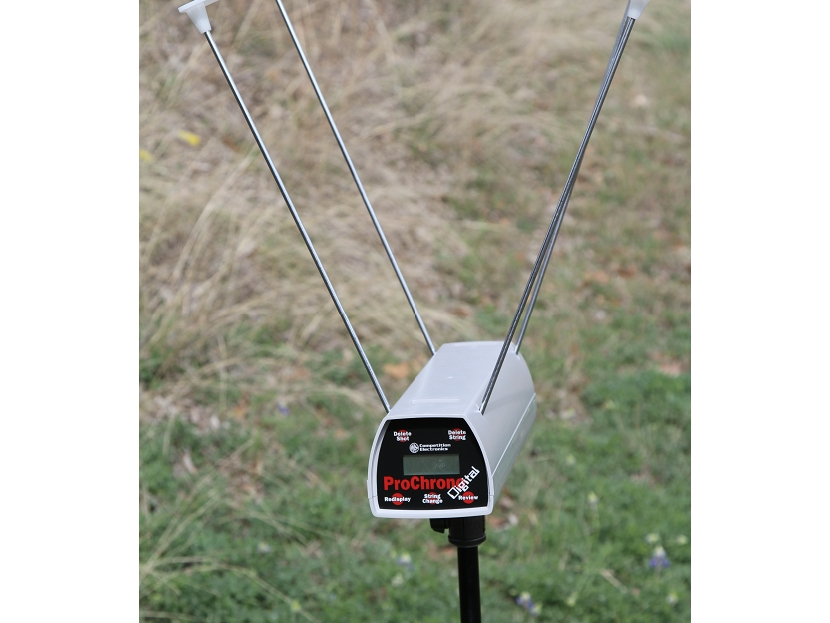
Chronographe à petite portée avec élément de stockage et de statistique.

Le chronographe balistique, ou « chronographe de tir », est l'appareil communément employé afin de mesurer la vitesse d'un projectile. Il a remplacé le pendule balistique, mis au point en 1742 par Benjamin Robins.
Souvent appelé « chrono » ou « chrony » (nom d'une marque commerciale), il est constitué d'un bloc calculateur principal connecté à au moins deux portiques (souvent triangulaires) distants d'une longueur établie délimitant autant de plans que la trajectoire doit traverser aussi perpendiculairement que possible. Des photodiodes y détectent le passage du projectile dont la vitesse est calculée en rapportant l'écart temporel entre les franchissements des portiques à leur distance physique, puis affichée jusqu'au tir suivant. Certains modèles mesurent également la cadence de tir. 
Les informations obtenues peuvent ensuite être utiles pour choisir les munitions optimales et améliorer la précision du tir.
Le radar de mesure balistique, composé d'un petit boitier sur trois pieds que l'on pose à côté de l'arme, remplit des missions semblables.